# Exetastes nigellus
Exetastes nigellus là một loài tò vò trong họ Ichneumonidae.